# Plouescat
 Plouescat  (en bretón Ploueskad) es una población y comuna francesa, situada en la región de Bretaña, departamento de Finisterre, en el distrito de Morlaix y cantón de Plouescat.

## Demografía
| 4042 | 4003 | 4008 | 3935 | 3689 | 3660 |
| Para los censos de 1962 a 1999 la población legal corresponde a la población sin duplicidades (Fuente: INSEE [Consultar]) |      |      |      |      |      |